# César Ferioli
Cèsar Ferioli Pelaez (ur. 22 lipca 1959) – hiszpański rysownik komiksów o Myszce Miki i Kaczorze Donaldzie. Od 1988 rysuje przede wszystkim dla duńskiego wydawnictwa Egmont.
Do lipca 2018 stworzył rysunki w 401 Disneyowskich pracach, w tym 308 dla Egmontu. Stworzył rysunki do scenariuszy Pera Hedmana z serii Wyspa Mityczna (Mythos Island), według niektórych komentatorów jest to jego najbardziej znane dzieło.

## Wybrane komiksy dla Egmontu
| Rok  | Tytuł oryginalny                       | Tytuł polski                | Scenariusz                 | Sygnatura  | Link   | Uwagi                                                  |
| ---- | -------------------------------------- | --------------------------- | -------------------------- | ---------- | ------ | ------------------------------------------------------ |
| 1990 | The Thief Out Of Time                  | Czas to pieniądz?           | Tom Anderson               | D 90132    | [ 3 ]  |                                                        |
| 1992 | The Three Wise Monkeys                 | Tajemnica trzech figurek    | Jack Sutter                | D 92280    | [ 4 ]  |                                                        |
| 1994 | The Secret of the Un-Safe Safe         | Tajemnica sejfu             | Flemming Andersen          | D 94107    | [ 5 ]  |                                                        |
| 1997 | The Parrot Tarot                       | Papuga prawdę ci powie      | Stefan Petrucha            | D 97024    | [ 6 ]  |                                                        |
| 1999 | New Year's Nightmare                   | Koszmar roku dwutysięcznego | Carol McGreal, Pat McGreal | D 99066    | [ 7 ]  |                                                        |
| 2001 | The Protector Of Shambor               | Z bratnią pomocą            | Carol McGreal, Pat McGreal | D 2001-073 | [ 8 ]  |                                                        |
| 2002 | Mysteries And Myths                    | Gniew elfów                 | Per Hedman                 | D 2002-112 | [ 9 ]  | Seria Mythos Island (Wyspa Mityczna)                   |
| 2002 | Pegasus                                | Na skrzydłach Pegaza        | Per Hedman                 | D 2002-113 | [ 10 ] | Seria Mythos Island (Wyspa Mityczna)                   |
| 2002 | The Unicorn Horn                       | Mysz ilustrowana            | Per Hedman                 | D 2002-120 | [ 11 ] | Seria Mythos Island (Wyspa Mityczna)                   |
| 2002 | Drag Of The Dragon                     | Scenki z życia smoków       | Per Hedman                 | D 2002-189 | [ 12 ] | Seria Mythos Island (Wyspa Mityczna)                   |
| 2002 | Menace In The Mist                     | Dziewczyny górą             | Per Hedman                 | D 2002-197 | [ 13 ] | Seria Mythos Island (Wyspa Mityczna)                   |
| 2002 | Searching For The Girls                | Spotkanie na wyspie         | Per Hedman                 | D 2002-231 | [ 14 ] | Seria Mythos Island (Wyspa Mityczna)                   |
| 2006 | An Impish Bad Birthday                 | Zaginiony dzień             | Byron Erickson             | D 2003-062 | [ 15 ] |                                                        |
| 2006 | Gaa-Gaa-Galore                         | Symulanci                   | Andreas Pihl               | D 2004-011 | [ 16 ] |                                                        |
| 2006 | Out In The Cold                        | Gdzie drwa rąbią            | Lars Jensen                | D 2006-389 | [ 17 ] |                                                        |
| 2008 | The Lucky Strike                       | Przystanek Alaska           | Carol McGreal, Pat McGreal | D 2006-169 | [ 18 ] |                                                        |
| 2009 | Breakfast of Champions                 | Śniadanko mistrzów          | Jens Hansegård             | D 2009-126 | [ 19 ] |                                                        |
| 2009 | The Hero, The Bagel and The Old Dragon | Stary smok mocno śpi        | Peter Snejbjerg            | D 2016-038 | [ 20 ] | Akcja częściowo dzieje się w średniowiecznym Krakowie. |